# 若草 (航空機)
日本小型 MXJ1 若草
- 用途：練習機
- 分類：中級滑空機
- 設計者：宮原旭
- 製造者：日本小型飛行機ほか
- 運用者：大日本帝国海軍
- 初飛行：1942年春（日本式雉型）
- 生産数：500機以上
- 生産開始：1944年
- 運用開始：1944年3月
- 運用状況：退役

若草（わかくさ）は、大日本帝国海軍の練習用滑空機（軍用グライダー）。開発は日本小型飛行機（日本小型）が行った。略符号は「MXJ1」、日本小型での社内名称は「K-15」。

## 概要
1941年（昭和16年）初頭、大日本飛行協会・大阪毎日新聞・東京日日新聞共催による中級滑空機設計募集が発表された。生産・運航・整備コストの低さ、貨車輸送が可能であることなどが要求され、日本小型はこれを受けて日本式雉型中級滑空機を設計し応募。予選を通過した後に航空局試作機として試作が行われ、1942年（昭和17年）春に機体が完成し、石岡中央滑空訓練所でテストと審査が行われ、同年11月18日に3等を受賞した。なお、1等を受賞した機はなく、東洋金属木工の進藤式SB-6型が2等となっている。
1942年6月、海軍航空技術廠（空技廠）は初歩練習生が九三式中間練習機によるもの以前の操縦訓練に用いるための滑空機として、日本小型と美津野グライダー製作所に対し「十七試初歩練習用滑空機」の競争試作を命じた。これを受けた日本小型は、日本式雉型を基にした機体（MXJ1）を開発。宮原旭技師長を主務者として設計開始から3週間で試作機を完成させ、審査終了後の1944年（昭和19年）3月に「若草一一型」として制式採用された。量産は日本小型を始めとして大日本滑空、大洋航空、松田航空、宮下航空、横井航空などの各社によって行われ、500機以上が各地の練習航空隊で海軍飛行予科練習生の滑空訓練に使用された。その他、陸軍でも「ク14」の名前で使用されている。また、若草の生産は担当各社にとっての木製機制作のための基礎実習としても機能した。
機体は高翼単葉、生産性に優れた簡易な構造の全木製機で、初歩練習に用いることを前提として、失速を防ぐための大型の水平尾翼を備えている。操縦席は簡易的な風防を持つ開放式。翼は雉型と同様のものだったが、胴体の構造は同時期に開発されていた日本小型式K-14型初級滑空機に近いものに変更されており、部品もK-14型と共通化されている。また、操縦席のレイアウトは海軍の練習機に寄せられていた。発航はゴム索による射出、または人力やウィンチを用いた曳航によって行われる。
また、日本小型は陸軍のパイロット養成に用いるべく、準同型機である日本式K-15型中級滑空機の生産も行っていた。K-15型は風防を持たないなど、操縦席周りに若草との差異がある。K-15型の開発時期は若草よりも早く、若草の直接の原型機は雉型ではなくK-15型とする資料もある。
なお、美津野が試作した十七試初歩練習用滑空機（MXZ1）は納期に間に合わず、さらに完成した試作機も基準性能を満たしていなかったため、不合格となった。

## 諸元
- 全長：6.24 m
- 全幅：10.82 m
- 主翼面積：14.4 m2
- 自重：125 kg
- 全備重量：185 kg
- 滑空速度：58.5 km/h
- 乗員：1名